# Niszczyciele typu Mahan
Niszczyciele typu Mahan (Cummings) – seria 18 amerykańskich niszczycieli zamówionych dla United States Navy w roku finansowym 1934 w ramach programu przeciwdziałania skutkom „wielkiego kryzysu”, ulepszona wersja typu Farragut.
Były to pierwsze amerykańskie niszczyciele z rodzimymi maszynowniami, całkowicie zaprojektowanymi i wykonanymi w Stanach Zjednoczonych. W porównaniu z wcześniejszym typem miały silniejsze uzbrojenie torpedowe oraz dużo bardziej nowoczesne i wydajne turbiny parowe przy praktycznie tej samej wyporności 1500 ton. Dwa ostatnie, nieco zmodyfikowane niszczyciele tej klasy (USS „Dunlap” i USS „Fanning”) określane są czasem jako typ Dunlap.
Wszystkie 18 okrętów tego typu wzięło udział w II wojnie światowej, z czego sześć zostało zatopionych podczas działań wojennych. Nazwa typu i pierwszego okrętu USS „Mahan” pochodzi od nazwiska amerykańskiego oficera marynarki i teoretyka wojskowości Alfreda Mahana, twórcy doktryny Mahana.

## Tło historyczne
Okręty zostały zamówione w roku fiskalnym 1934 przy wykorzystaniu funduszy z programu rządowego National Industrial Recovery Act (NIRA) którego zadaniem była stymulacja ekonomii amerykańskiej wciąż cierpiącej z powodu „wielkiego kryzysu” lat 30. Roosevelt, który w latach 1913-20 pracował w United States Department of the Navy (Ministerstwie Marynarki), zdawał sobie sprawę z potrzeb US Navy ale jako prezydent nie chciał prowokować amerykańskich pacyfistów i izolacjonistów rozbudowując i unowocześniając marynarkę. Okazję do tego dało mu podpisanie ustawy NIRA 16 czerwca 1933. Dzień później Roosevelt wydał dekret prezydencki (executive order) Emergency Appropriations Act of 1934' który z łącznej puli 3,3 miliardów dolarów ustawy NIRA przeznaczał sumę 238 milionów dolarów na budowę lotniskowców USS „Yorktown”, USS „Enterprise” i 20 niszczycieli.
Kontrakty na budowę pierwszych niszczycieli zostały w drodze przetargu przyznane trzem stosunkowo małym stoczniom. Żadna z trzech stocznia z tzw. „wielkiej trójki” (Betlehem Shipbuilding Corporation, New York Shipbuilding i Newport News Shipbuilding) nie otrzymała kontraktu na niszczyciele tego typu. Ponieważ tylko stocznie „wielkiej trójki” miały własne wydziały projektowe, trzy stocznie które wygrały kontrakt musiały wynająć zewnętrzne biuro do stworzenia planów okrętów. Wybrały one wspólnie wówczas jedenastoletnią firmę projektową Gibbs & Cox co było postrzegane jako kontrowersyjny wybór. Firma Gibbs & Cox miała co prawda na koncie projekty kilku bardzo udanych statków, między innymi czterech 9000-tonowych statków pasażersko-towarowych dla linii żeglugowych Grace Line, ale nigdy nie projektowała wcześniej żadnych okrętów. Z drugiej strony firma ta miała znaczne doświadczenie w projektowaniu nowoczesnych maszynowni z kotłami parowymi z parą przegrzaną i turbin wysokociśnieniowych z podwójnymi przekładniami. Ostatecznie wybór firmy Gibbs & Cox został zaakceptowany przez admirała Harolda Bowena, który chciał uniezależnić amerykańskie budownictwo okrętowe od importowanych, brytyjskich turbin.

## Okręty
- USS "Mahan" (DD-364)
- USS "Cummings" (DD-365)
- USS "Drayton" (DD-366)
- USS "Lamson" (DD-367)
- USS "Flusser" (DD-368)
- USS "Reid" (DD-369)
- USS "Case" (DD-370)
- USS "Conyngham" (DD-371)
- USS "Cassin" (DD-372)
- USS "Shaw" (DD-373)
- USS "Tucker" (DD-374)
- USS "Downes" (DD-375)
- USS "Cushing" (DD-376)
- USS "Perkins" (DD-377)
- USS "Smith" (DD-378)
- USS "Preston" (DD-379)
- USS "Dunlap" (DD-384)
- USS "Fanning" (DD-385)